# 아카르주

아카르주(아랍어: محافظة عكار)는 레바논의 주로 주도는 할바이다. 면적은 788km2이고 서쪽으로는 지중해, 남쪽으로는 북부주, 남동쪽으로는 바알베크헤르멜주, 북쪽으로는 시리아 타르투스주, 홈스주와 접한다. 아카르주는 2014년 북부주에서 분리되어 신설되었다. 주 서부는 레바논에서 베카 계곡에 이어 두 번째로 큰 평원 지대이고 동부에는 국립공원으로 지정된 산림이 있다.
유엔 난민 기구는 2015년 인구를 시리아 내전 난민 106,935명과 팔레스타인 난민 19,404명을 포함해 389,899명으로 추산했다. 인구 구성은 수니파가 많고 그 외에 기독교, 알라위파가 있으며 시아파는 거의 없다. 아카르주는 레바논에서 가장 도시화가 이뤄지지 않았는데 80%가 시골에 살고 있다. 아카르주는 레바논에서 가장 가난하고 문맹률이 가장 높으며 기초 인프라와 서비스 부족에 시달리고 있다.